# Kalendarium historii Łodzi (1939–1945)
Kalendarium historii Łodzi (1939–1945) – chronologiczne zestawienie wydarzeń z historii miasta w okresie okupacji niemieckiej podczas II wojny światowej.

## Legenda

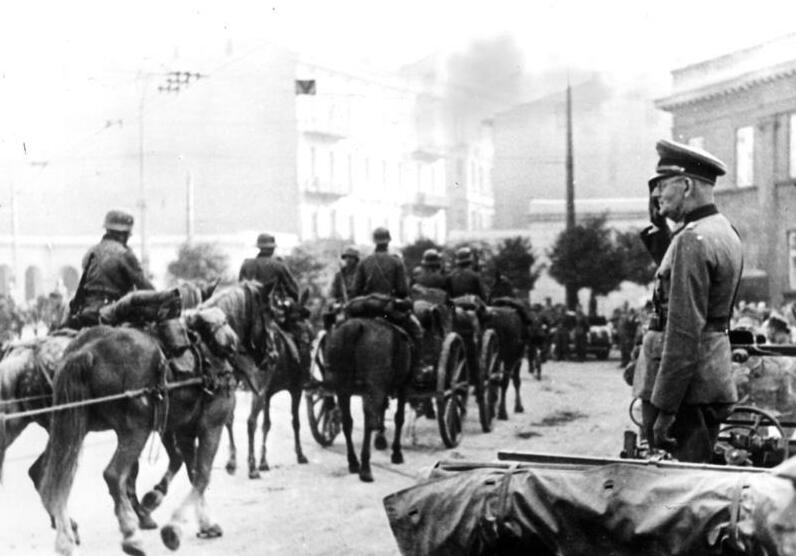
Dowódca XIII Korpusu Armijnego gen. Maximilian von Weichs przyjmuje na pl. Wolności (wkrótce potem przemianowanym na Freiheitsplatz) defiladę podległych mu oddziałów (9 września 1939)

Kategorie wydarzeń: (więcej)

 (A)  administracyjne

 (D)  dramatyczne (wydarzenia wojenne, zbrodnie wojenne)

 (P)  polityczne

 (T)  transportowe

 (V)  wizyty światowych osobistości (oficjalne i nieoficjalne)

## Łódź pod okupacją niemiecką (1939–1945)
Kalendarium obejmuje wydarzenia od 1 września 1939 roku – dnia wybuchu II wojny światowej do 19 stycznia 1945 roku – ostatniego dnia niemieckiej okupacji miasta i dnia wkroczenia do Łodzi Armii Czerwonej.

„Łódź przechodziła w swojej historii różne trudne momenty, ale nic tak nie odmieniło oblicza miasta, jak okres wojny i okupacji, który całkowicie zatarł jego wielonarodowy charakter. Na skutek działań hitlerowskiego reżimu i tragicznych losów Łódź straciła mieszkańców pochodzenia żydowskiego (ponad 200 tysięcy ludzi), a dziesiątki tysięcy Niemców łódzkich na zawsze opuściło miasto”.

### 1939

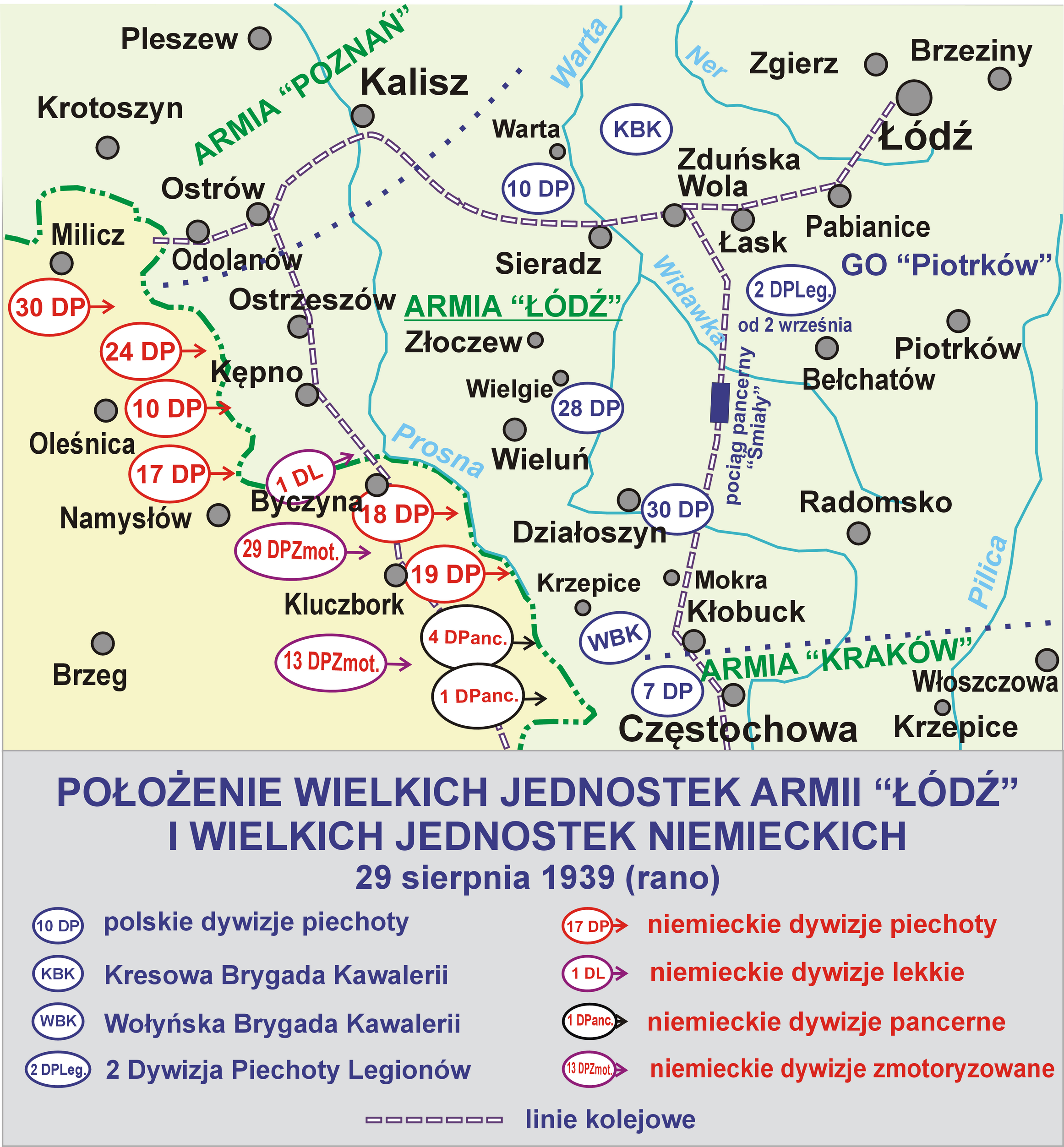
Położenie jednostek Armii „Łódź” (29 sierpnia 1939)

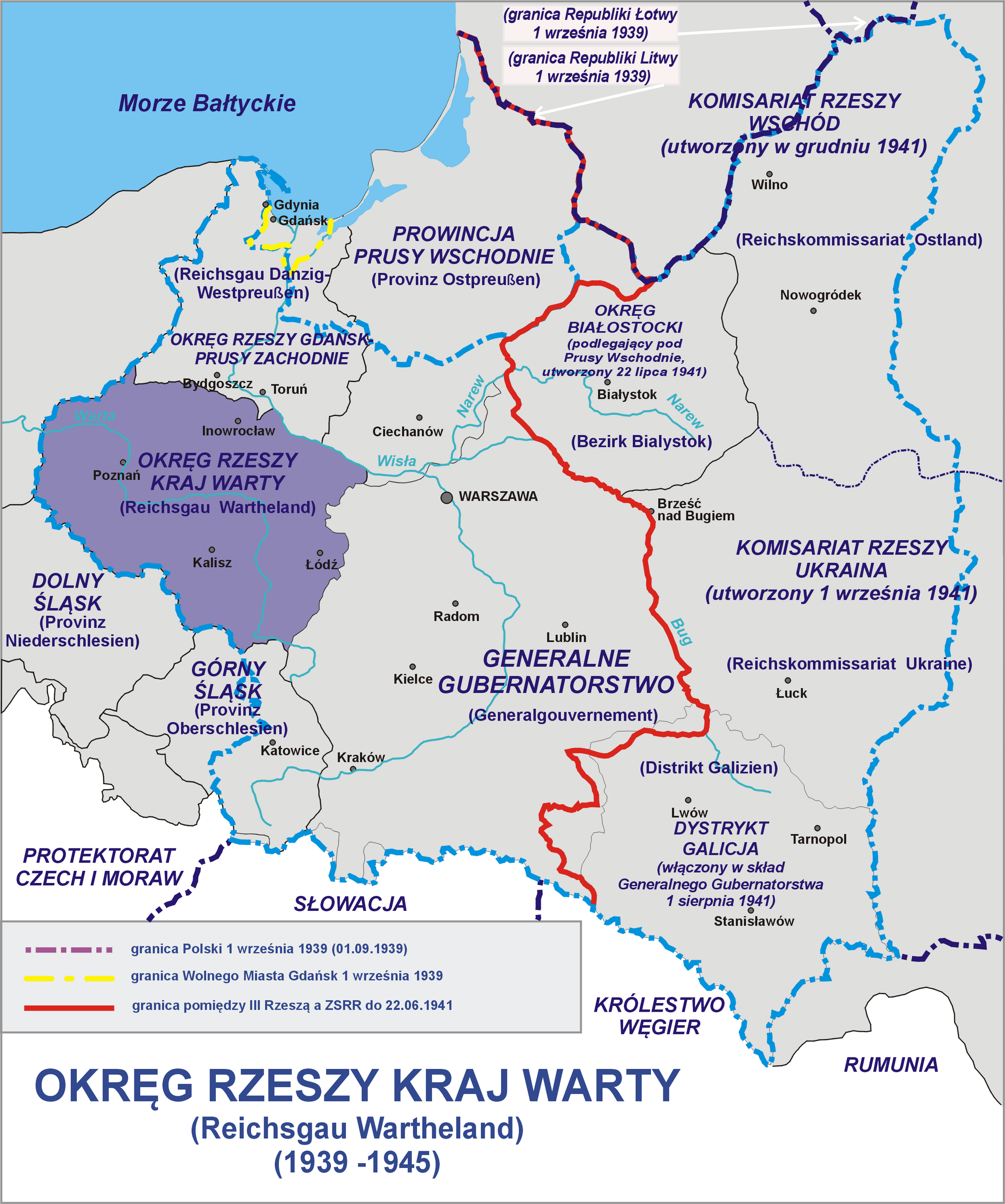
Położenie Kraju Warty (1939–45) względem przedwojennych granic Polski

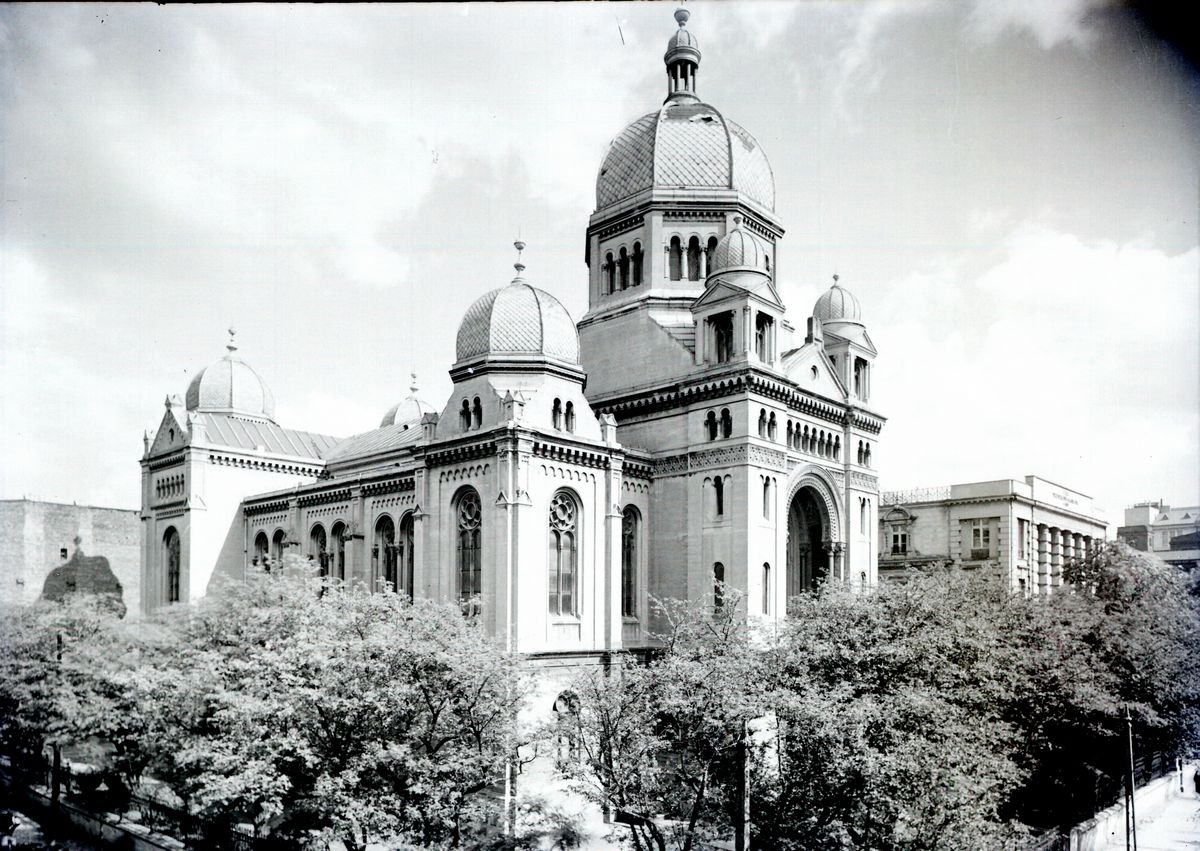
Wielka Synagoga, podpalona przez Niemców w nocy z 10 na 11 listopada 1939 r. i rozebrana w 1940 r.

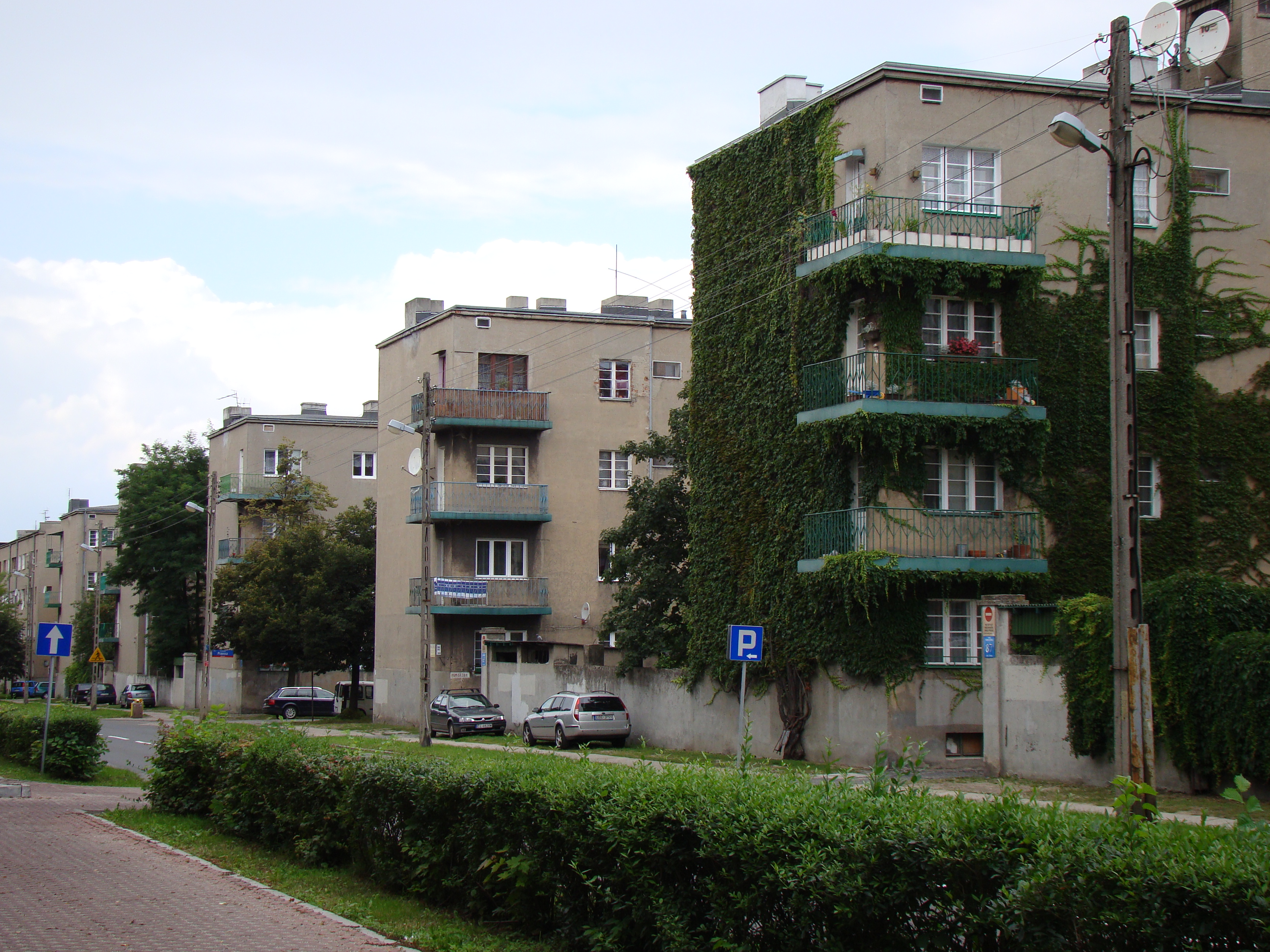
Osiedle im. Józefa Montwiłła-Mireckiego, w całości wysiedlone przez Niemców na przełomie lat 1939 i 1940
(sierpień 2011)

- (D)  wybuch II wojny światowej (1 września); pierwsze bomby spadły (2 września) na dworzec kolejowy Łódź Kaliska oraz port lotniczy Łódź-Lublinek[2]; dzień później zbombardowano stację Łódź Widzew, elektrownię, gazownię, fabrykę nici przy ul. Niciarnianej (ob. „Fabryka Nici Ariadna”) oraz domy mieszkalne przy ulicach Bandurskiego (ob. al. Mickiewicza), Kopernika i Karolewskiej[3];
- (D)  zacięte walki Armii „Łódź” (1–6 września) w rejonie Łodzi (armię utworzono w marcu 1939 r., a jej sztab ulokowano w pałacu Juliusza Heinzla w parku Julianowskim); w momencie rozpoczęcia walk Armia „Łódź” liczyła ok. 80 tys. żołnierzy i dysponowała 49 czołgami (przeciwko niej Wehrmacht wystawił 8 i 10 armię niemiecką w liczbie 190 tys. żołnierzy i 896 czołgów); głównym celem operacyjnym Armii „Łódź” pod dowództwem generała Juliusza Rómmla było utrzymanie rejonu Łodzi i Piotrkowa Trybunalskiego oraz umożliwienie przeprowadzenia koncentracji armii odwodowej[4];
- (A)   (D)  ewakuacja urzędów i instytucji (4–6 września); Łódź opuściły władze wojskowe, państwowe (na czele z wojewodą – Henrykiem Józewskim i starostą grodzkim – Henrykiem Mostowskim), samorządowe (z prezydentem – Janem Kwapińskim) oraz policja; miasto zostało pozbawione wszelkich środków lokomocji, wywiezione zostały również karetki pogotowia i sprzęt straży pożarnej; równocześnie z Łodzi masowo uciekali mieszkańcy, kierując się szosą brzezińską w stronę Warszawy (wśród nich wielu młodych mężczyzn, chcących wzmocnić obronę stolicy)[5][6];
- (D)  ponowne zbombardowanie (5 września) portu lotniczego Łódź-Lublinek; lotnisko uległo kompletnemu zniszczeniu[3];
- (D)  zbombardowanie (6 września) pałacu Juliusza Heinzla w parku Julianowskim (w pałacu stacjonował sztab Armii „Łódź”); w wyniku nalotu zginęło kilku żołnierzy, a pałac został poważnie uszkodzony i wkrótce potem rozebrany przez okupanta (o tym tragicznym wydarzeniu przypomina głaz z tablicą upamiętniającą)[3][7];
- (A)  powołanie (6 września) Komitetu Obywatelskiego Miasta Łodzi (na którego czele stanął biskup sufragan ks. dr Kazimierz Tomczak); do jego zadań należało utrzymywanie w mieście ładu i porządku, a także reprezentowanie społeczeństwa miasta wobec niemieckich władz okupacyjnych; po wkroczeniu do miasta wojsk niemieckich, stosunek władz okupacyjnych do Komitetu był początkowo poprawny (zalecono mu pełnienie w dalszym ciągu swoich funkcji); 14 września Komitet przeniósł swoją siedzibę z gmachu Zarządu Miejskiego przy pl. Wolności 14 do lokalu Izby Przemysłowo-Handlowej przy al. Kościuszki 3 (podyktowane było to chęcią odseparowania się od Niemców, którzy w budynku Zarządu Miejskiego ulokowali komendanturę i żandarmerię polową); zakończenie działalności Komitetu nastąpiło 9 listopada, kiedy aresztowano jego przewodniczącego (w ramach akcji eksterminacyjnej, tzw. Inteligenzaktion) – ks. biskupa Kazimierza Tomczaka[5];
- (D)  pojawienie się (wieczorem 8 września) na ulicach miasta pierwszego patrolu niemieckiego[8];
- (D)  triumfalne wkroczenie (rankiem 9 września) wojsk niemieckich do Łodzi i początek okupacji; niemieckie oddziały wjechały do miasta od zachodu (ul. Konstantynowską) i od południa (ul. Rzgowską), zmierzając w stronę pl. Wolności; żołnierze zostali entuzjastycznie powitani przez część mieszkańców, głównie miejscowych Niemców (trasy przemarszu udekorowano hitlerowskimi flagami ze swastyką oraz napisami po niemiecku „Serdecznie Witamy”)[3][5]; przez półtora miesiąca Łódź pełniła funkcję czasowego ośrodka niemieckiej administracji wojennej zajętymi terenami polskimi (m.in. druk rozporządzeń, gazet, itp.);
- (V)  przejazd przez Łódź (po południu 13 września) Adolfa Hitlera; kolumna z samochodem kanclerza Niemiec przejechała ulicami: Zgierską, Nowomiejską, dalej przez plac Wolności do Piotrkowskiej i Pabianicką w kierunku lotniska; była to jedna z kilkunastu inspekcji frontowych, które wódz III Rzeszy odbył we wrześniu na ziemiach polskich[9];
- (A)  niemieckim komisarzem miasta został (od 16 września) Albert Leister; funkcję pełnił do 31 grudnia 1939 r.;
- (A)  włączenie Łodzi (26 października) do Generalnego Gubernatorstwa, utworzonego z części okupowanego przez Niemcy terytorium II Rzeczypospolitej; Łódź była początkowo typowana na stolicę tego okupacyjnego tworu (ostatecznie został nią Kraków)[5];
- (A)   (D)  powołanie decyzją Heinricha Himmlera (7 listopada) placówki Tajnej Policji Państwowej w Łodzi (niem. Geheime Staatspolizei); pierwszym jej szefem został Gerhard Flesch (po nim urzędem zarządzali Robert Schefe i w latach 1942–44 Otto Bradfisch); siedziba Gestapo znajdowała się przy al. Anstadta 7 (obecnie w budynku mieści się XII Liceum Ogólnokształcące); szefowie Urzędu jednoznacznie prowadzili politykę wyniszczenia narodów: polskiego i żydowskiego (pod zarządem Gestapo znajdował się obóz prewencyjny dla młodocianych przy ul. Przemysłowej i obóz pracy przymusowej na Sikawie)[10];
- (A)   (D)  ogłoszenie wcielenia Łodzi (niem. Lodsch) do III Rzeszy (9 listopada), w obrębie tzw. Kraju Warty (niem. Reichsgau Wartheland); decyzja została podjęta – na skutek protestów łódzkich Niemców – przez kanclerza Niemiec Adolfa Hitlera i oznajmiona osobiście Hansowi Frankowi (4 listopada) podczas audiencji w Berlinie; akt ten „uświetnili” niemieccy żołnierze (w nocy z 10 na 11 listopada) zniszczeniem pomnika Tadeusza Kościuszki na pl. Wolności (jego zburzenie miało symbolizować zagładę polskości w Łodzi)[5][11];
- (D)  spalenie (do 15 listopada) wszystkich większych łódzkich synagog, z wyjątkiem synagogi Wilker Shul, którą spalono w połowie 1940 r.;
- (D)  stworzenie i zatwierdzenie przez Fredericha Übelhöra (10 grudnia) projektu budowy ściśle izolowanej, zamkniętej dzielnicy żydowskiej;
- (D)  rozpoczęcie (w grudniu) zorganizowanych wysiedleń ludności polskiej z Łodzi, w ramach akcji przesiedleńczej, tzw. Generalsiedlungsplan (Generalny Plan Przesiedleńczy)[11]; 11 grudnia 1939 r. wyrzucono pierwsze rodziny spośród mieszkańców osiedla im. Józefa Montwiłła-Mireckiego (kolejnych kilkanaście rodzin wygnano w noc sylwestrową, a w nocy z 14 na 15 stycznia 1940 r. usunięto pozostałych mieszkańców osiedla – łącznie ok. 5 tysięcy osób, co było największą akcją tego typu w Łodzi w czasie niemieckiej okupacji)[12]; w mieście utworzono sieć obozów przesiedleńczych, w których dokonywano selekcji rasowej i rozdzielano wysiedlonych na kilka podstawowych grup: dzieci przeznaczonych do germanizacji, osób przeznaczonych na roboty przymusowe do Niemiec, osób kierowanych do obozów koncentracyjnych i więzień oraz osób kierowanych do przesiedlenia w Generalnym Gubernatorstwie;

### 1940

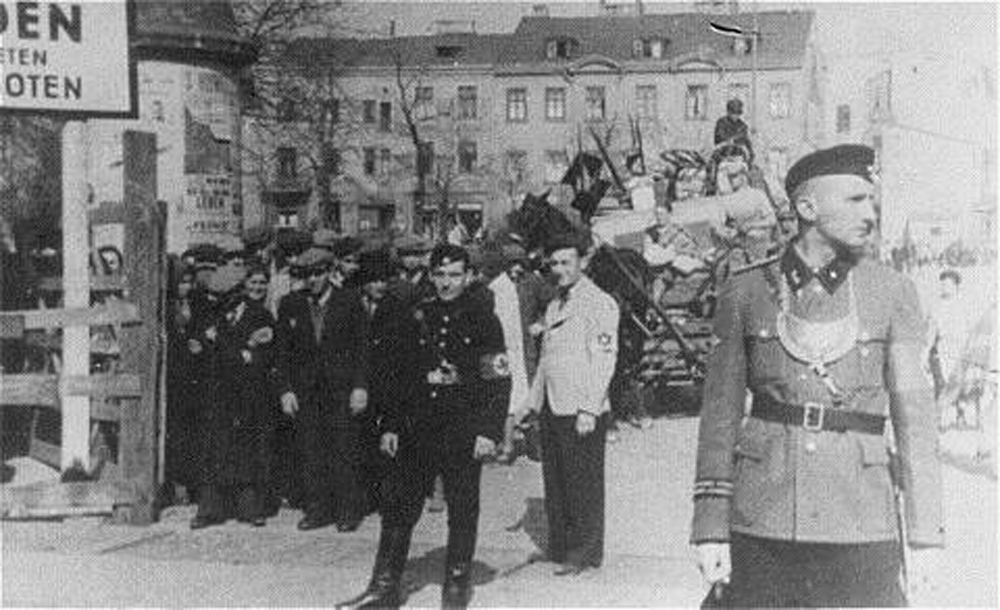
Przed wejściem
do Ghetto Litzmannstadt

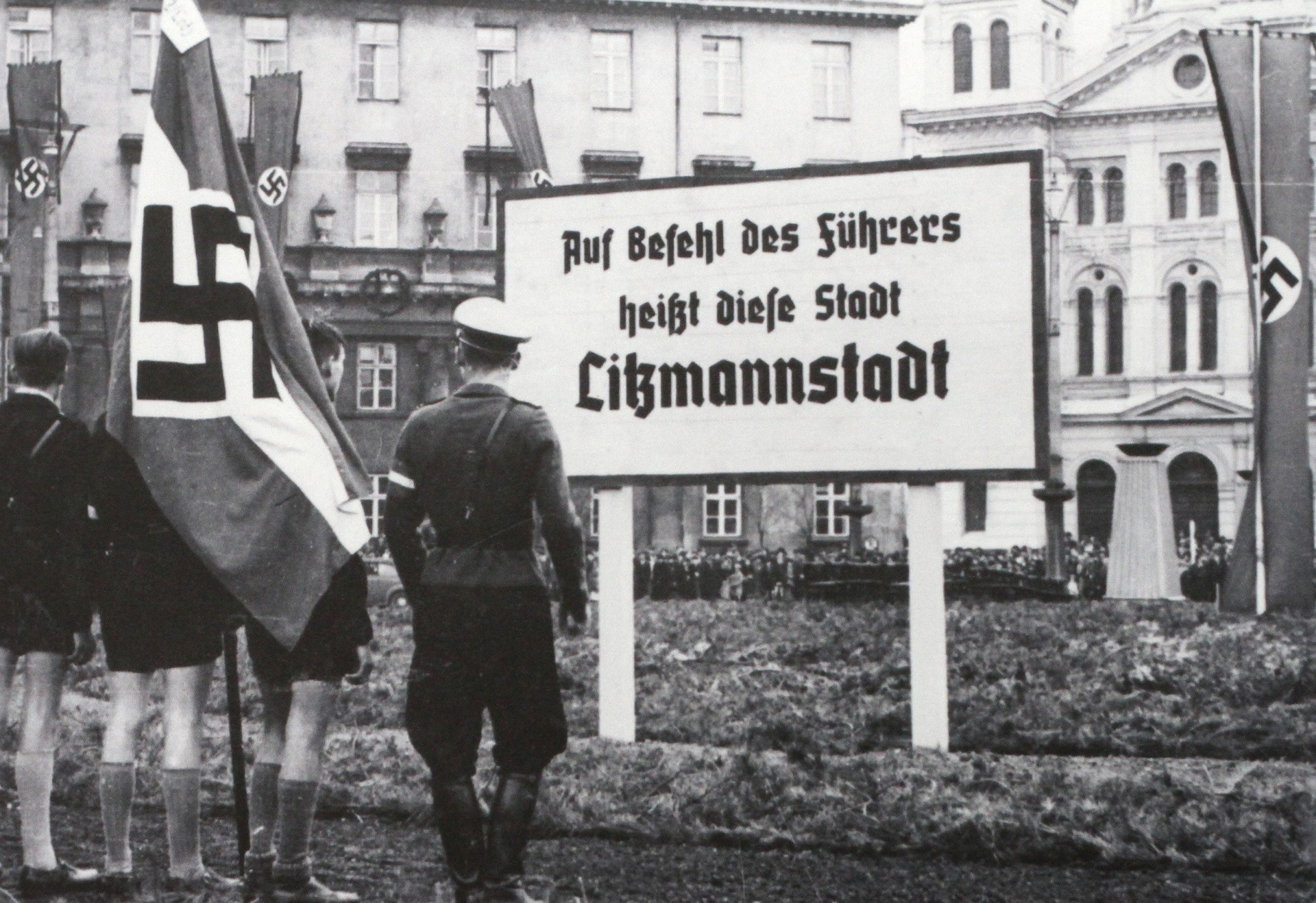
Tablica z nową nazwą miasta ustawiona
na Deutschlandplatz,
ob. pl. Wolności (1940)

- (A)  burmistrzem miasta został (od 1 stycznia) Franz Schiffer; funkcję pełnił do 21 maja 1940;
- (A)  nadanie Łodzi (1 stycznia) statusu miasta wydzielonego (niem. Stadtkreis Lodsch) i prawie czterokrotne powiększenie jej obszaru – z 5875 ha do 22 660 ha – poprzez przyłączenie miasta Rudy Pabianickiej oraz wielu podłódzkich wsi i osad, m.in. Brusa, Chojen, Chocianowic, Dobrej, Gospodarza, Łagiewnik, Nowosolnej, Radogoszcza, Retkini i Wiskitna; 11 września 1944 uchwałą Krajowej Rady Narodowej anulowano wszystkie zmiany administracyjne władz okupacyjnych, przywracając tym samym stan sprzed wybuchu wojny;
- (A)   (D)  utworzenie (w styczniu) ekspozytury poznańskiego Urzędu ds. Wysiedleń Polaków i Żydów; po reorganizacji (w maju) przedstawicielstwo przekształcono w Centralę – Oddział Przesiedleńczy w Łodzi (niem. Umwandererzentralstelle [UWZ], Dienstestelle – Litzmanstadt), pod kierownictwem SS-Obersturmbannführera – Hermanna Krumeya; podlegający Centrali Przesiedleńczej w Poznaniu (niem. Umwandererzentralstelle in Posen) Oddział w Łodzi był kluczowym elementem w systemie wysiedlania ludności z terenów Polski włączonych do III Rzeszy; siedziba Oddziału znajdowała się przy Adolf Hitler Straße (obecnej ul. Piotrkowskiej) 133;
- (D)  utworzenie przez okupantów (mocą zarządzenia prezydenta policji w Łodzi – Johanna Schäfera – z dn. 8 lutego 1940 r.) getta dla Żydów – pierwszego na ziemiach polskich włączonych do Rzeszy; w Ghetto Litzmannstadt obejmującym obszar 4,13 km² Bałut i Starego Miasta przebywało w zamknięciu łącznie ok. 200 tys. osób;
- (D)  wymordowanie (w marcu) przez Niemców w ramach tzw. T4 Aktion („eutanazji osób niepełnowartościowych”) ok. 540 chorych i upośledzonych psychicznie osób w szpitalu psychiatrycznym w Kochanówce, w ruchomych komorach gazowych na samochodzie;
- wyburzenie (3 kwietnia) przez Niemców pomnika Stanisława Moniuszki w parku im. księcia Józefa Poniatowskiego w Łodzi[13]
- (A)  nadanie miastu, rozkazem Adolfa Hitlera z 11 kwietnia, nazwy Litzmannstadt (na cześć pruskiego generała Karla Litzmanna, walczącego w czasie I wojny światowej w okolicy pobliskich Brzezin, późniejszego zwolennika Hitlera). W uroczystości nadania nowej nazwy uczestniczył Gauleiter Kraju Warty Arthur Greiser. Zmienione zostały nazwy ulic – m.in. ulicę Piotrkowską nazwano Adolf-Hitler-Straße, a al. Kościuszki – Hermann-Göring-Straße;
- (D)  zamknięcie (30 kwietnia) terenu getta;
- (A)  burmistrzem miasta został (21 maja) Karol Marder; funkcję pełnił do 18 maja 1941;

### 1941

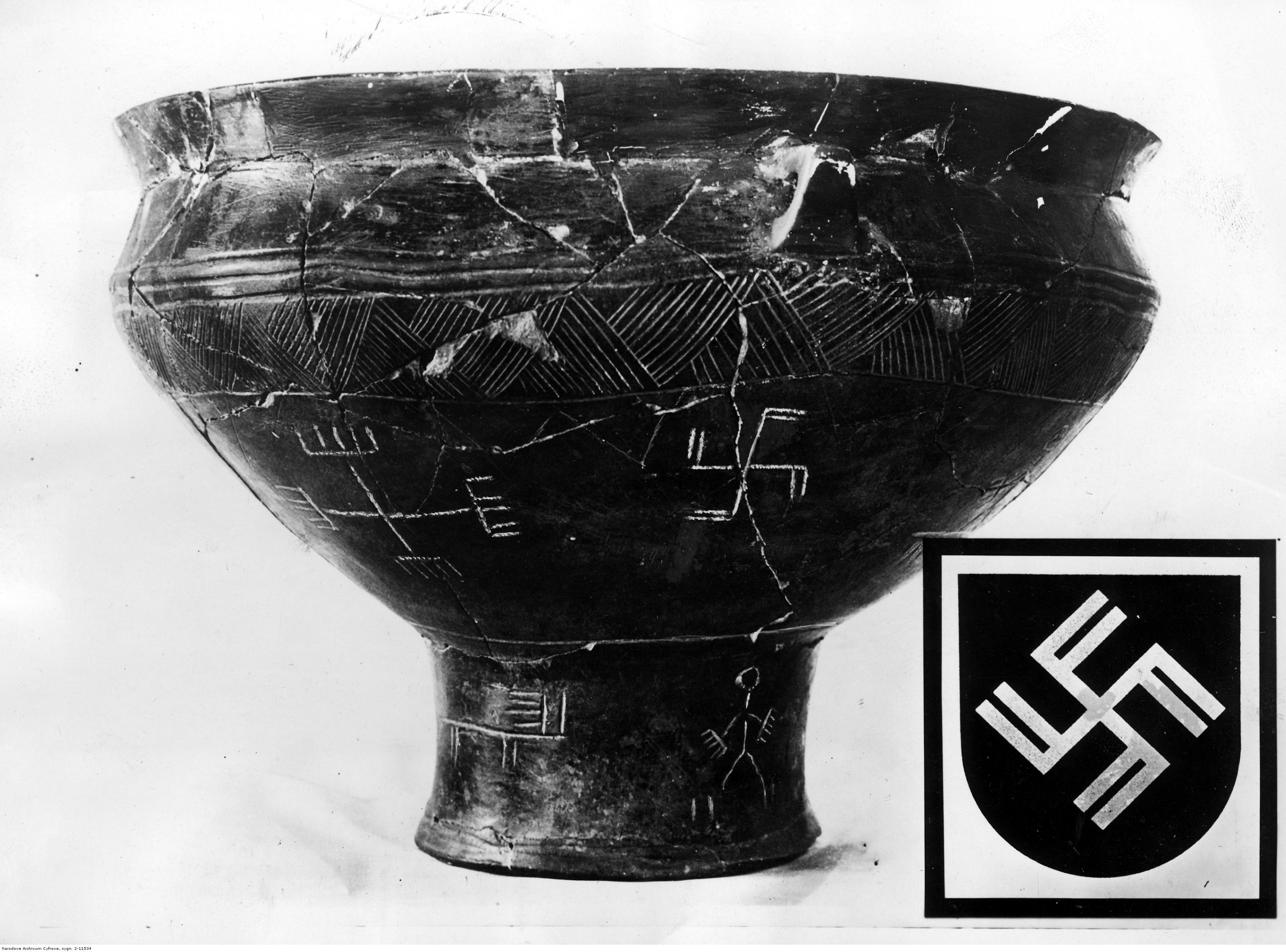
Urna odnaleziona w Białej i herb Litzmannstadt – złota swastyka z podwójnymi ramionami na granatowym tle

- (T)  uruchomienie (24 marca) pierwszej w dziejach Łodzi miejskiej linii autobusowej (zastąpiła zawieszoną linię tramwajową nr „1” na Doły, której część trasy znalazła się w granicach getta). Linię oznaczono literą „A”, a kursowała na trasie: Pomorska/Wierzbowa – Sporna – Brzezińska (ob. Wojska Polskiego)/cmentarz Doły (wówczas: Fridericusstraße/Hochmeisterstraße – Landsknechtstraße – Sulzfelder Straße/Hauptfriedhof)[14];
- (A)  nadburmistrzem miasta został (18 maja) Werner Ventzki; funkcję pełnił do 15 lipca 1943;
- (A)  nadanie (2 lipca) zarządzeniem nadburmistrza Łodzi Wernera Ventzkiego nowego herbu miasta – złotej swastyki z podwójnymi ramionami na granatowym tle, wzorowanej na znaku z urny odnalezionej w 1936 r. przez polskich archeologów w Białej k. Zgierza[15];
- zawiązanie się (1 września) grupy partyzanckiej Promieniści. Jej twórcami byli  członkowie 16 Łódzkiej Drużyny Harcerskiej na Bałutach – nastoletni mężczyźni: Stanisław „Leszek” Gajek – komendant, Franciszek Prożek – zastępca komendanta, Eugeniusz Lisiak i Mieczysław Wołos. Grupa ta dokonywała napadów na Niemców, konfiskując im broń, naboje i pieniądze. Działała do 1944 roku[16].
- (P)  wydanie (21 października) przez Adolfa Hitlera dekretu w sprawie przebudowy Łodzi w oparciu o ustawę z 4 października 1937 o przekształcaniu miast niemieckich;
- (T)  oddanie do użytku pętli tramwajowych przy ul. Pabianickiej (wówczas Breslauer Straße) oraz na Chojnach – obie przy linii kolei obwodowej[14]; pętlę przy ul. Pabianickiej zlikwidowano 22 września 1980 z powodu przebudowy wiaduktu kolejowego i samej ulicy[17];

### 1942

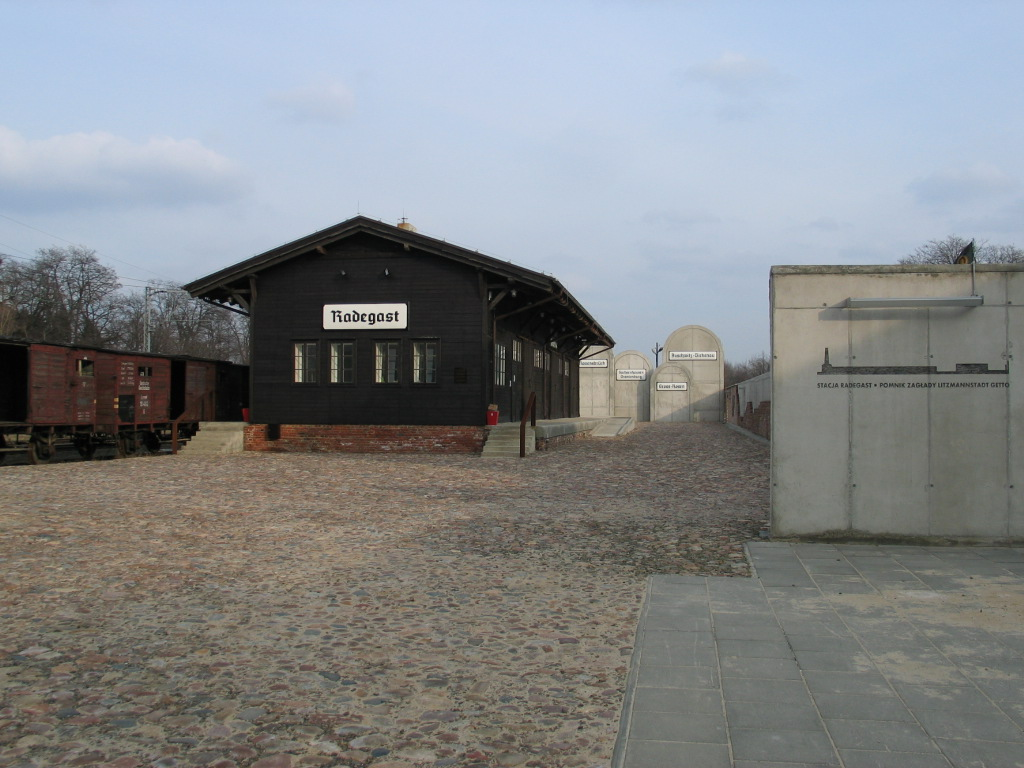
Stacja Radegast
(marzec 2006)

- (D)  odjazd (18 stycznia) ze stacji Radegast pierwszego transportu Żydów z getta do obozu zagłady w Kulmhof. W ciągu czterech miesięcy, do 15 maja, z getta zostali wysłani na śmierć wszyscy pobierający zasiłki, więźniowie i handlarze, a zaraz po nich Żydzi zachodnioeuropejscy;
- egzekucja (8 lipca) działaczy niepodległościowej, komunistycznej organizacji – Komitetu Obrony Miasta Łodzi. W więzieniu przy ul. Młyńskiej w Poznaniu ścięto m.in. 7 członków KOMŁ: Bolesława Pastwińskiego, Antoniego Suwalskiego, Wojciecha Wróblewskiego, Władysława Fronczka, Stanisławę Skórzewską, Józefa Zylberta, Leokadię Karbownik[18].
- (D)  odjazd (we wrześniu) ze stacji Radegast licznych transportów z żydowskimi starcami i dziećmi do obozu zagłady w Kulmhof. Podczas tak zwanej wielkiej szpery przekształcono dzielnicę żydowską w wielki obóz niewolniczej pracy dla hitlerowskiego państwa;
- (D)  utworzenie (w listopadzie) obozu dla młodocianych (Polen-Jugendverwahrlager der Sicherheitspolizei in Litzmannstadt) przy ul. Przemysłowej (wówczas Gewerbestraße) oraz jego filii w Dzierżąznej k. Zgierza;
- (T)  oddanie do użytku (w listopadzie) pętli tramwajowej na Julianowie[14] (została zlikwidowana 7 lipca 2007)[19];

### 1943

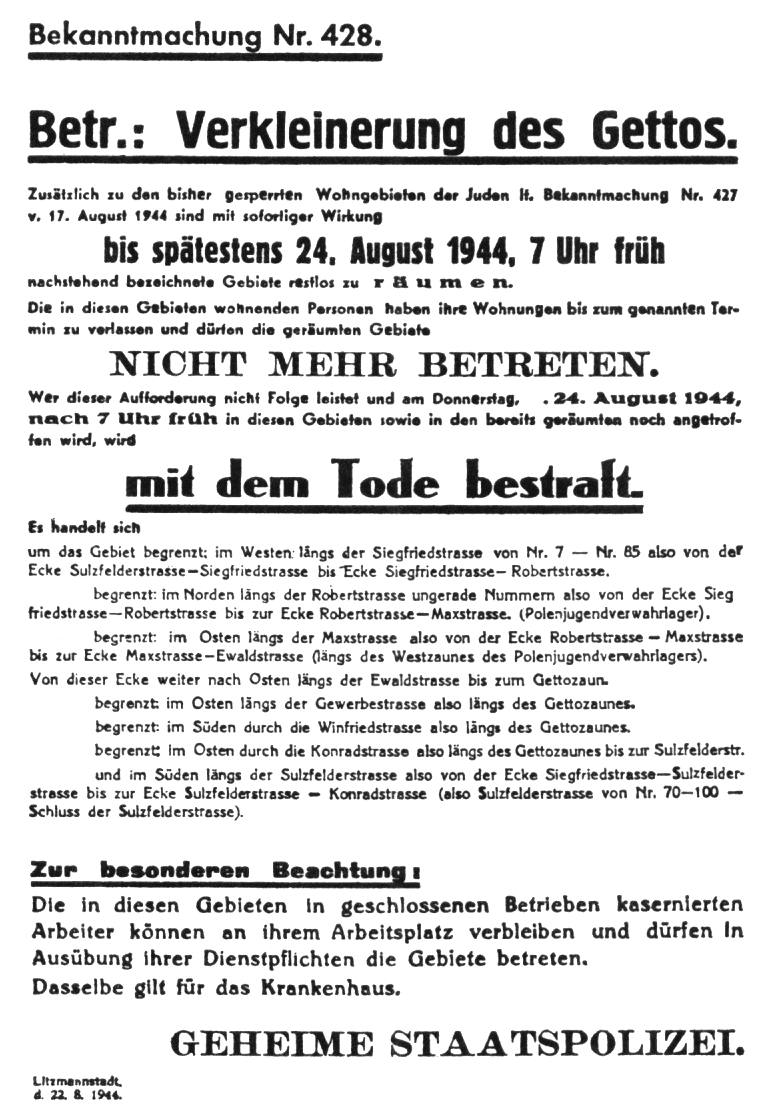
Obwieszczenie z 22 sierpnia 1944 o likwidacji getta

- (D)  udany zamach (20 kwietnia) młodzieżowego oddziału Gwardii Ludowej „Promieniści” na niemiecki skład broni przy ul. Piotrkowskiej 83;
- (T)  oddanie do użytku (19 czerwca) pętli tramwajowej w południowej części Rynku Leonarda (wówczas Süd Ring, ob. pl. Niepodległości)[14];
- (A)  nadburmistrzem miasta został (15 lipca) Otto Bradfisch; funkcję pełnił do 8 grudnia 1944;

### 1944
- (D)  likwidacja getta łódzkiego – ostatni transport, wraz z przełożonym Starszeństwa Żydów Chaimem Rumkowskim i jego rodziną, odjechał 29 sierpnia 1944 do obozu zagłady w Auschwitz; getto przeżyło 877 osób;
- (A)  nadburmistrzem miasta został (8 grudnia) Hans Trautwein; funkcję pełnił do 18 stycznia 1945;

### 1945

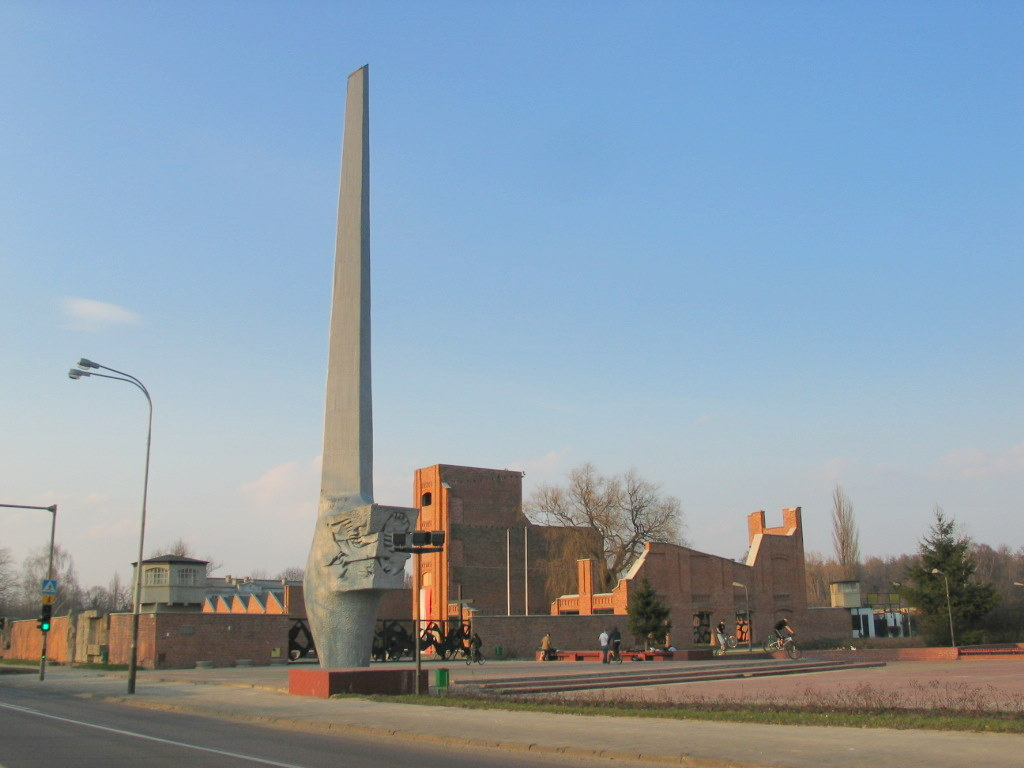
Mauzoleum na Radogoszczu (kwiecień 2006)

- (D)  podpalenie (w nocy z 17 na 18 stycznia) przez uciekających z Łodzi okupantów obozu – więzienia w dawnej fabryce Samuela Abbego na Radogoszczu; zginęło ok. 2 tys. więźniów (pogrzeb ofiar Radogoszcza odbył się 28 lutego 1945 na cmentarzu pod wezwaniem św. Rocha). Wyrazem pamięci ofiar było odsłonięcie Pomnika-Mauzoleum oraz „Iglicy” 9 września 1961. Na sarkofagu umieszczono napis: Tu spoczywamy zamordowani w przeddzień wolności. Imiona i ciała zabrał nam ogień, żyjemy tylko w waszej pamięci. Niech śmierć tak nieludzka nie powtórzy się więcej. 19 stycznia 1976 otwarto na terenie byłego więzienia Muzeum Martyrologii, które obecnie jest oddziałem Muzeum Tradycji Niepodległościowych;
- (D)  zakończenie (19 stycznia) okupacji niemieckiej i zajęcie miasta przez armię radziecką.

Wskutek terroru i wysiedleń w latach 1939–45 liczba ludności zmalała o ponad 350 tys. osób (52%), natomiast straty infrastruktury miejskiej były mniejsze niż np. w Poznaniu czy Warszawie. W 2006 z inicjatywy Urzędu Miasta Łodzi ukazał się Raport z oszacowania strat i szkód poniesionych przez miasto Łódź wskutek wybuchu i trwania II wojny światowej oraz wynikłych z organizacji i funkcjonowania Litzmannstadt Getto. Autorzy raportu (zespół ekonomistów i historyków, wśród nich starszy kustosz Archiwum Państwowego w Łodzi – Julian Baranowski) zaprzeczyli powszechnemu przekonaniu, że Łódź nie poniosła znacznych strat w okresie II wojny światowej. Zwrócono uwagę na straty demograficzne – spadek liczby ludności o ponad 350 tys. osób – oraz szkody materialne poniesione przez mieszkańców miasta, urządzenia miejskie, łódzki przemysł i handel. Podsumowano także straty wynikające z funkcjonowania Ghetto Litzmannstadt (grabież mienia mieszkańców, ich niewolnicza praca). Zespół autorów Polskiego Towarzystwa Ekonomicznego – Oddział w Łodzi oszacował straty wojenne Łodzi (po przeliczeniu na aktualną w czasie dokonywania wyliczeń wartość pieniądza) na 40 mld złotych .
>> Przejdź bezpośrednio do kolejnych wydarzeń >>

## Zmiany statusu Łodzi
| Okres     | Państwo    | Państwo                  | Zwierzchność             | Jednostka administracyjna                       | Status miasta                      |
| --------- | ---------- | ------------------------ | ------------------------ | ----------------------------------------------- | ---------------------------------- |
| 19391     | Polska     | II Rzeczpospolita Polska | II Rzeczpospolita Polska | województwo łódzkie                             | Łódź (powiat grodzki)              |
| 19392     | III Rzesza | III Rzesza               | III Rzesza               | okręg okupacyjny „Łódź”                         | Miasto Łódź (Lodsch)               |
| 19393     | III Rzesza | Generalne Gubernatorstwo | III Rzesza               | dystrykt (?)4, powiat łódzki (Landkreis Lodsch) | Miasto Łódź (Lodsch)               |
| 1939–1940 | III Rzesza | III Rzesza               | III Rzesza               | okręg poznański/Kraj Warty5, rejencja kaliska   | Łódź (Lodsch) (miasto wydzielone6) |
| 1940–1945 | III Rzesza | III Rzesza               | III Rzesza               | okręg Kraj Warty, rejencja kaliska/łódzka7      | Litzmannstadt8 (miasto wydzielone) |

| 1 Do 2 października; od 13 września 1939 r. miasto było już pod niemieckim zarządem wojskowym.                               |
| 2 Od 3 do 25 października 1939 r.                                                                                            |
| 3 Od 26 października do 9 listopada 1939 r.                                                                                  |
| 4 Trudno ustalić do którego dystryktu Generalnego Gubernatorstwa Łódź należała                                               |
| 5 W styczniu 1940 r. okręg poznański (niem. Reichsgau Posen) przemianowano na okręg Kraj Warty (niem. Reichsgau Wartheland). |
| 6 Status miasta wydzielonego (niem. Stadtkreis Lodsch) od 1 stycznia 1940 r.                                                 |
| 7 W lutym 1941 r. rejencję kaliską przemianowano na rejencję łódzką (niem. Regierungsbezirk Litzmannstadt).                  |
| 8 Nazwa nadana Łodzi 11 kwietnia 1940 r. na rozkaz Adolfa Hitlera.                                                           |